# Breastaurant

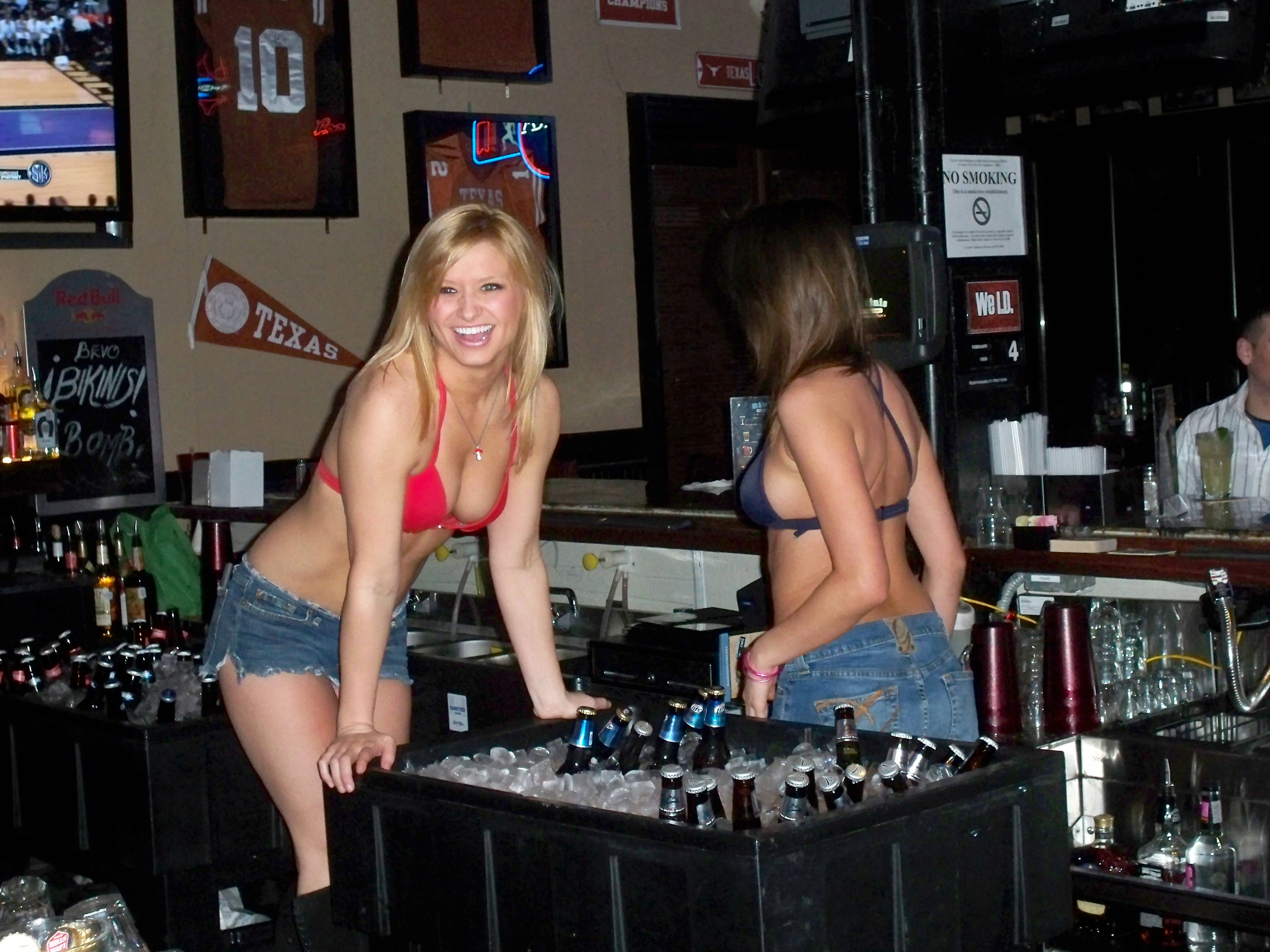
Kelnerki z Bikinis Sports Bar & Grill w Austin

Termin Breastaurant odnosi się do restauracji, w których kelnerki ubierają się w skąpe stroje. Termin ten powstał w USA na początku lat 90. wraz z otwarciem sieci restauracji Hooters. Od tego czasu format ten został przyjęty przez inne restauracje, w tym Redneck Heaven, Tilted Kilt Pub & Eatery, Twin Peaks, Ojos Locos, Bikinis Sports Bar & Grill, The WingHouse Bar & Grill and Bombshells Bar & Grill.

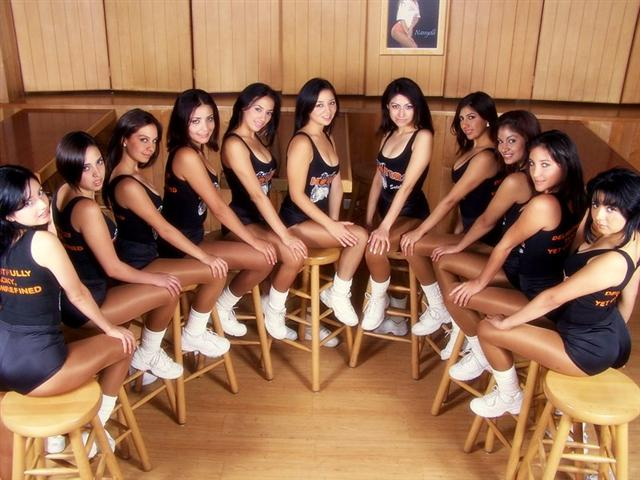
Kelnerki z Hooters w restauracji Hooters Satellite w Ciudad Satélite w Meksyku

Takie restauracje często wykorzystują dwuznaczność seksualną w swoich nazwach marek i mogą mieć odpowiednie elementy tematyczne w swoich wnętrzach i menu. Restauracje mogą również oferować klientom specjalne usługi, takie jak zalotne kelnerki sprzedające napoje alkoholowe.

## Historia

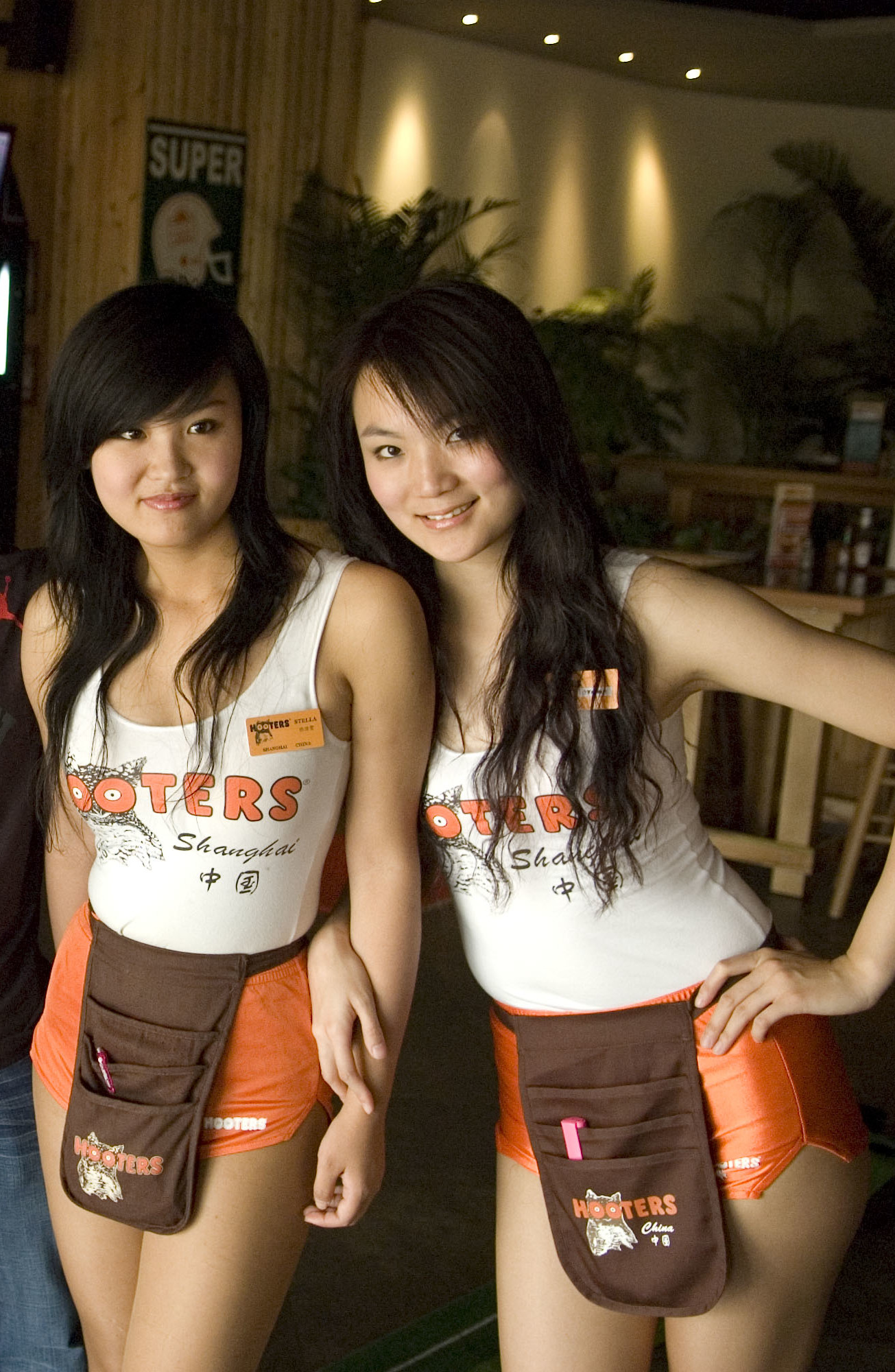
Kelnerki z Hooters w Szanghaju, Chiny

Hooters jest znana jako pierwsza oryginalna restauracja, działająca od 1983 roku. Inne restauracje niedługo potem przyjęły ten format. Według firmy badawczej Technomic, po Hooters, sprzedaż trzech największych amerykańskich sieci restauracji breastaurant wzrosła o ponad 30% w 2011 roku.
W październiku 2012 r. firma Bikinis Sports Bar & Grill pomyślnie zarejestrowała termin „breastaurant” jako znak towarowy w Urzędzie Patentów i Znaków Towarowych Stanów Zjednoczonych, który wygasł w dniu 24 maja 2019 r. na mocy Sekcji 8: „Dalsze użytkowanie, o którym nie powiadomiono w wyznaczonym okresie”. Bikinis Sports Bar & Grill zamknął swoją ostatnią restaurację 23 grudnia 2018 roku.

## Odmiana męska
Podobną restauracją obsługiwaną przez mężczyzn i kładącą podobny nacisk na wygląd kelnerów jest Tallywackers, która została otwarta w Dallas w Teksasie w maju 2015 roku i zamknięta w sierpniu 2016 roku.
W Japonii znajdują się lokale takie jak Macho Cafe i Macho Meat Shop, w których krzepcy mężczyźni serwują jedzenie.

## Krytyka
Restauracje te zostały skrytykowane za seksualizację kobiet.